# Hans Sparnaay
Hans Sparnaay (Marcus Johannes Sparnaay, Amersfoort, 22 augustus 1923 - 11 februari 2015) was een Nederlands natuurkundige bij Philips en later buitengewoon hoogleraar vastestoffysica aan de Universiteit Twente. Ten slotte was hij bijzonder hoogleraar Geschiedenis van de natuurwetenschappen aan diezelfde universiteit.

## Leven
Sparnaay was de tweede zoon van de hoogleraar Duits Hendrik Sparnaay (1891-1965) en Margaretha van Efferen (1891-1981). Hans Sparnaay promoveerde op 10 juli 1952 aan de Universiteit Utrecht op het proefschrift Directe metingen van Van der Waals-krachten bij promotor professor J. Th. G. Overbeek (1911-2007). Na een korte tijd bij de Universiteit van St Andrews werkte hij van 1952 tot zijn pensionering in 1983 als wetenschappelijk medewerker en later groepsleider en wetenschappelijk adviseur van de directie aan het Philips Natuurkundig Laboratorium in Eindhoven. Hij slaagde erin de casimirkrachten tussen metalen platen in vacuüm experimenteel aan te tonen en de voorspellingen van Casimir en Polder te bevestigen. Op 1 mei 1969 werd Sparnaay buitengewoon hoogleraar aan Universiteit Twente, waar zijn aandacht uitging naar de oppervlaktefysica. Hij publiceerde tevens over wetenschapsgeschiedenis.

## Publicaties
Onder meer
- 1952: Directe metingen van Van der Waals-krachten (Direct measurements of Van der Waals forces), proefschrift Utrecht
- 1972: The electrical double layer, Oxford, New York, Pergamon Press
- 1973 met F. Meyer: The solid-vacuum interface: proceedings of the second Symposium on Surface Physics, Twente University of Technology, Enschede, the Netherlands, 21-23 June 1972, Amsterdam: North-Holland, 1973
- 1975: in H. Jones en anderen: The international encyclopedia of physical chemistry and chemical physics, 1975
- 1984: Thermodynamics (with an emphasis on surface problems), artikel Surface science reports, vol. 4, no. 3-4, pp. 101–269, Amsterdam
- 1989 met H. B. G. Casimir en Andries Sarlemijn (eds): Physics in the making: essays on developments in 20th century physics: in honour of H.B.G. Casimir on the occasion of his 80th birthday, Amsterdam: North-Holland; New York, N.Y., Elsevier Science Pub. Co. 
  - hierin M. J. Sparnaay: The historical background of the Casimir effect, p. 235-246
- 1990: De betekenis van Christiaan Huygens voor de ontwikkeling van de vacuümtechniek, artikel in Histechnicon, orgaan van Histechnica, de Vereniging Vrienden van het Technisch Tentoonstellingscentrum te Delft, Vol. 16, No. 2/3 (1990), p. 16-29
- 1992: Adventures in vacuums, Amsterdam, the Netherlands: North-Holland
- 2002: Van spierkracht tot warmtedood : een geschiedenis van de energie, 's-Hertogenbosch: Voltaire